# Мажоретка

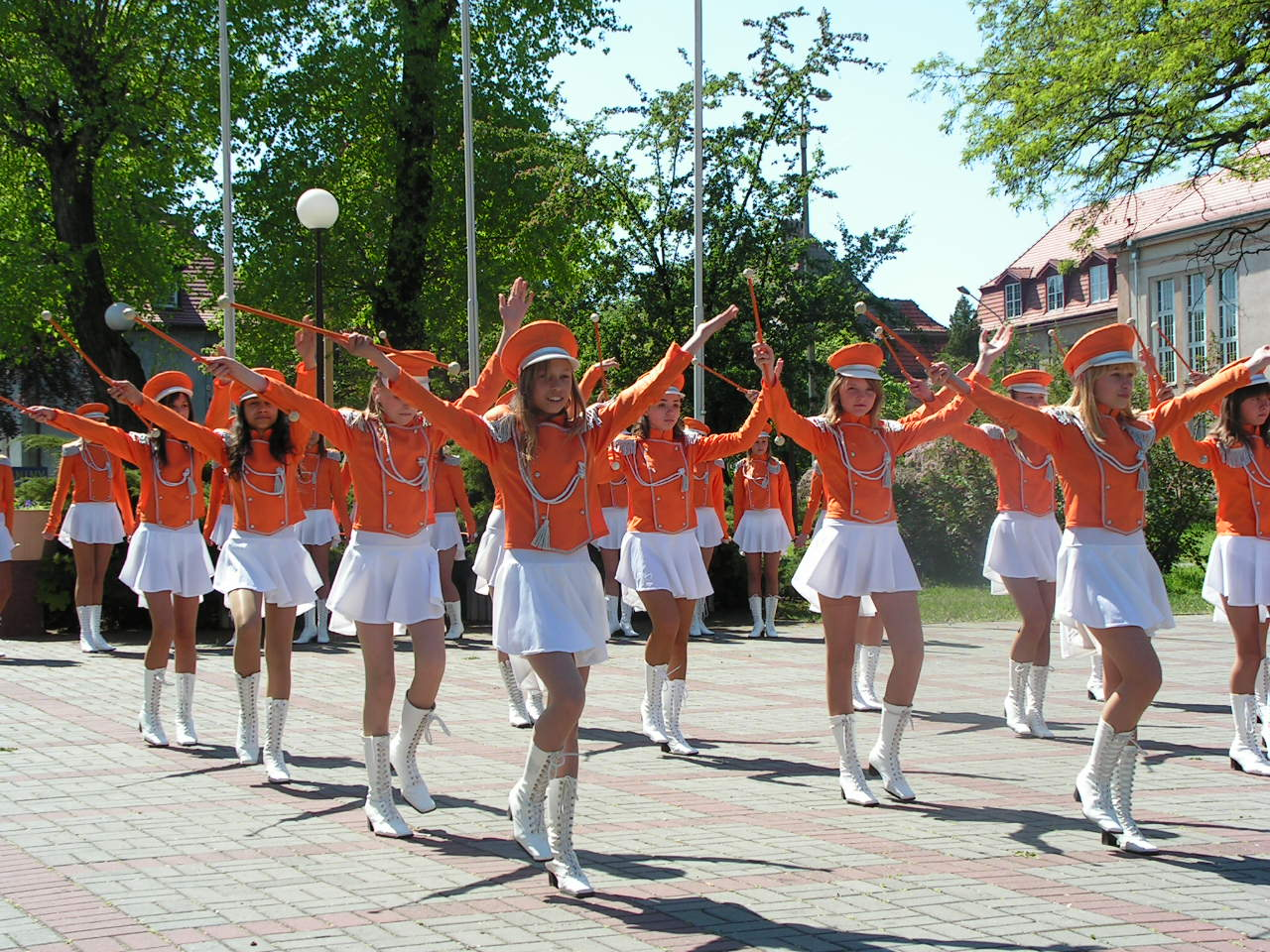
Мажоретки

Мажоретки, або маржоретки (фр. majorette — помічниці тамбурмажора, головного барабанщика) — дівчата у військовій або подібній формі, учасниці парадів.
За однією із версій вважається, що перші мажоретки з'явилися у Франції, коли імператор Наполеон вирішив підбадьорити своїх солдат, вдягнувши дівчат у гусарські мундири, звідки і пішла військова тематика костюмів та жестів (марширування строєм та віддавання честі). З часом такі марші виділились в самостійний вид дійства, а нині прирівнюються до виду спорту.
Найчастіше це дівчата в коротких спідницях, у костюмі, що нагадує військову форму з галунами і прикрасами (доломан), у чобітках. Мажоретки носять на голові ківер зі страусиним пір'ям або султаном, у руках жезли або барабани. Вони зазвичай ідуть із військовим оркестром і відбивають ритм.
У 1940-х роках жонглювання спеціальними жезлами виділилося в окрему дисципліну: «Baton twirling» — (від фр. «baton» — булава, та англ. «twirl» — обертати).

## Згадування в культурі
- Американський фільм жахів «Поліцейський-убивця» (оригінальна назва «Мажоретки»), у якому відбуваються вбивства мажореток однієї школи.
- Мажореток можна побачити у відеокліпі Destination Calabria на музику Алекса Гаудіно (Alex Gaudino).